# Sowizdrzał świętokrzyski
Sowizdrzał świętokrzyski – polski film poetycki z 1978 roku na podstawie powieści Józefa Ozga-Michalskiego.

## Obsada aktorska
- Olgierd Łukaszewicz – Jan Kolasa
- Beata Tyszkiewicz – zakonnica Brygidka
- Elżbieta Czaplińska – Natalia, gospodyni proboszcza w Ociesękach
- Tadeusz Bartosik – biskup Polkoń
- Edward Rączkowski – ojciec Felicjan, przeor klasztoru benedyktynów
- Krzysztof Kalczyński – proboszcz Giemza
- Leszek Piskorz – kościelny Furkoć
- Monika Dzienisiewicz-Olbrychska – matka Katarzyna, przeorysza klasztoru św. Katarzyny
- Irena Orska – matka Florianka
- Paweł Unrug – brat Jakub
- Jerzy Moes – brat Szymon
- Michał Leśniak – proboszcz Kolenda

## Fabuła
Nowo mianowany proboszcz Giemza wyrusza do plebanię do wsi Ociesęki. Po drodze zatrzymuje się przed domem Jana Kolasy. Zaproszony do suto zastawionego stołu, Giemza korzysta z gościny. Kiedy zasypia zmęczony, Kolasa przebiera się w sutannę i udaje się do plebanii. Nazajutrz Kolasa wygłasza na sumie kazanie, ogłaszając rozdanie biednym ziemi kościelnej, czym wywołuje ogólne poruszenie.